# La piccola grande Nell
La piccola grande Nell (Gimme a Break!) è una serie televisiva statunitense in 137 episodi trasmessi per la prima volta nel corso di 6 stagioni dal 1981 al 1987.

## Trama
Los Angeles, California, sobborgo di Glenlawn: Nellie "Nell" Harper è la governante di Carl Kanisky, un capitano della polizia vedovo, e delle sue tre figlie. Nell era un'amica di Margaret Kanisky, la moglie di Carl (interpretata in flashback da Sharon Spelman), ed ha accettato l'impiego dopo aver promesso alla morente di stare vicino alle sue tre figlie, per le quali diventerà quasi una seconda madre ed una confidente:  Katie, 17 anni, Julie, 15 anni, e Samantha, 13 anni. Un figlio adottivo, Joey, si aggregherà alla famiglia nella terza stagione. Molti dei momenti comici vertono sui frequenti battibecchi tra Nell e Carl che poi immancabilmente si riappacificano alla fine dell'episodio. Dopo la morte di Carl nella quinta stagione, Julie sposa Jonathan Maxwell, studente di archeologia, e va a vivere con lui a San José mentre Nell trova un'occupazione in una casa editrice a New York e resta unica protagonista della serie sino alla fine della sesta e ultima stagione.
Nel corso delle sei stagioni, diverse stelle della musica appaiono negli episodi, tra cui Whitney Houston, Andy Gibb, Sammy Davis, Jr. e Ray Parker, Jr.. In alcuni di questi episodi, la guest star di turno esegue poi una canzone con Nell, che rivela le sue ottime doti canore. Un episodio della stagione 1984-1985, Baby of the Family, è stato classificato al 38º posto nella lista The 100 Most Unexpected TV Moments di TV Land.

## Personaggi
- Nellie Ruth 'Nell'Harper (137 episodi, 1981-1987), interpretata da Nell Carter.
Nell era una cantante scappata di casa in Alabama quando aveva 18 anni. Aveva incontrato Margaret Kanisky e aveva poi promesso di prendersi cura della sua famiglia dopo che lei era morta per una malattia. Nell, nel ruolo della governante/madre, è rimasta nel cast per l'intera durata dei sei anni della serie. Diventa madre adottiva di Joey Donovan nella terza stagione. Nell si trasferisce poi nel Greenwich Village a New York durante la sesta stagione con Joey e Addy, stagione in cui inizia a lavorare come assistente per una casa editrice.
- Samantha 'Sam' Kanisky (107 episodi, 1981-1987), interpretata da Lara Jill Miller.
È la figlia più giovane di Carl Kanisky. Inizia la serie come un tipico maschiaccio e successivamente il personaggio si sviluppa in una ragazza pazza per i ragazzi. Si trasferisce nel New Jersey per andare al college nella sesta stagione.
- Julie Kanisky (97 episodi, 1981-1986), interpretata da Lauri Hendler.
È la seconda figlia di Carl. Julie è la "cervellona" della famiglia. Sposa Jonathan Maxwell alla fine della quarta stagione e resta incinta durante la quinta stagione. Dopo la nascita della bambina, chiamata Nell, nel primo episodio della sesta stagione, lei, la bambina e Jonathan si trasferiscono a San José e lasciano la serie.
- Katie Kanisky (96 episodi, 1981-1986), interpretata da Kari Michaelsen.
È una delle tre figlie di Carl. Ha deciso di non andare al college e ha aperto una boutique chiamata Katie's Korner. Dopo che la sua boutique cessa l'attività, ottiene un lavoro a San Francisco e lascia la serie dopo la quinta stagione. La sua ultima apparizione avviene nel primo episodio della sesta stagione.
- capitano Carl Kanisky (83 episodi, 1981-1985), interpretato da Dolph Sweet.
È un capitano della polizia, conosciuto come "il capo", ed è vedovo. Ha un carattere duro e senza fronzoli. Dopo la morte della moglie assume Nell come governante che accudisca le sue tre figlie. Dopo la morte dell'attore Sweet (e di quella del suo personaggio) la serie continua con Nell come unica protagonista.
- nonno Stanley Kanisky (78 episodi, 1982-1987), interpretato da John Hoyt.
È un polacco immigrato, padre di Carl. Dopo la morte della moglie, nonno Kanisky va a vivere con Carl e la sua famiglia durante la terza stagione. Nella sesta stagione, nonno Kanisky si trasferisce a New York nello stesso palazzo di Nell.
- Joey Donovan (77 episodi, 1983-1987), interpretato da Joseph Lawrence.
È un bambino orfano, diventa figlio adottivo di Nell e Carl; originariamente faceva truffe per raccogliere fondi per andare a trovare suo zio a Chicago. In seguito Joey diviene un membro chiave del cast. Suo padre Tim Donovan appare negli episodi ambientati a New Orleans e New York. Joey incontra poi il suo fratellino e va a vivere con Tim all'inizio della sesta stagione ma subito dopo si riunisce di nuovo con Nell e Addy a New York.
- Addy Wilson (68 episodi, 1983-1987), interpretata da Telma Hopkins.
È un'amica d'infanzia di Nell, lavora presso un'università e in seguito si trasferisce a New York, seguendo Nell.
- ufficiale Ralph Simpson (50 episodi, 1981-1986), interpretato da Howard Morton.
È un ufficiale di polizia che lavora con Carl.
- Matthew Donovan (18 episodi, 1986-1987), interpretato da Matthew Lawrence.
È il fratello minore di Joey.
- Jonathan Maxwell (16 episodi, 1984-1986), interpretato da Jonathan Silverman.
È il marito di Julie, consegna pizze ed è studente di archeologia. Si reca in Messico per uno scavo per tre mesi. Dopo la quinta stagione, Jonathan, Julie e la loro bambina si trasferiscono a San Jose.
- Maybelle 'Mama' Harper (16 episodi, 1985-1987), interpretata da Rosetta LeNoire.
- Maggie O'Brien (11 episodi, 1986-1987), interpretata da Rosie O'Donnell.
- Marty (10 episodi, 1986-1987), interpretato da Paul Sand.
È il padrone della casa dove vanno a vivere Nell, Addy, Joey e Matthew; è proprietario del ristorante adiacente a "La Gaspacho".
- zio Ed Kanisky (9 episodi, 1982-1983), interpretato da Peter Schrum.
- Hamilton Storm (8 episodi, 1981-1984), interpretato da Harrison Page.
- nonna Mildred Kanisky (8 episodi, 1982-1983), interpretata da Jane Dulo.
- Angie (6 episodi, 1981-1985), interpretata da Alvernette Jimenez.
- Mr. Swackhammer (5 episodi, 1982-1983), interpretato da Jack Fletcher.
- Art (5 episodi, 1985), interpretato da Michael J. Henderson.
- Andrew (4 episodi, 1983-1986), interpretato da Rick Fitts.
- James Roland (3 episodi, 1983-1984), interpretato da James A. Watson Jr..

## Produzione
La serie, ideata da Mort Lachman e Sy Rosen, fu prodotta da Alan Landsburg Productions e Mort Lachman & Associates e Reeves Entertainment Group e girata negli studios di Metromedia Square a Los Angeles in California. Le musiche furono composte da Bob Christianson.

### Registi
Tra i registi della serie sono accreditati:
- Hal Cooper (81 episodi, 1983-1987)
- Jim Drake (14 episodi, 1982-1983)
- Linda Day (10 episodi, 1981-1987)
- Will Mackenzie (7 episodi, 1981-1982)
- Tony Singletary (5 episodi, 1982-1987)
- Patrick Maloney (4 episodi, 1986-1987)
- Phil Ramuno (3 episodi, 1986-1987)
- Dick Harwood (2 episodi, 1981-1982)
- Howard Storm (2 episodi, 1981)
- John Bowab (2 episodi, 1983-1984)
- Oz Scott (2 episodi, 1983)
- Jules Lichtman (2 episodi, 1986-1987)

## Distribuzione
La serie fu trasmessa negli Stati Uniti dal 1981 al 1987 sulla rete televisiva NBC. In Italia è stata trasmessa su Canale 5 con il titolo La piccola grande Nell.
Alcune delle uscite internazionali sono state:
- negli Stati Uniti il 29 ottobre 1981 (Gimme a Break!)
- in Francia il 2 aprile 1991 (Allô Nelly bobo)
- in Canada (Allo Nelly Bobo)
- in Italia (La piccola grande Nell)

## Episodi
| Stagione         | Episodi | Prima TV USA |
| ---------------- | ------- | ------------ |
| Prima stagione   | 19      | 1981-1982    |
| Seconda stagione | 22      | 1982-1983    |
| Terza stagione   | 22      | 1983-1984    |
| Quarta stagione  | 25      | 1984-1985    |
| Quinta stagione  | 24      | 1985-1986    |
| Sesta stagione   | 25      | 1986-1987    |